# Ghiacciaio Turner
Il ghiacciaio Turner è un ghiacciaio situato sull'isola Adelaide, davanti alla costa di Loubet, nella parte occidentale della Terra di Graham, in Antartide. Il ghiacciaio si trova in particolare a est del monte Liotard, nella parte sud-orientale dell'isola, e da lì dove fluisce dapprima verso nord e poi verso nord-est fino a entrare nella baia di Ryder.

## Storia
Il ghiacciaio Turner è stato mappato grazie a ricognizioni effettuate tra il 1948 e il 1949, e poi ancora tra il 1955 e il 1957, dalla Hunting Aerosurveys Ltd per conto del British Antarctic Survey (BAS), che all'epoca si chiamava ancora Falkland Islands and Dependencies Survey. Il ghiacciaio è stato poi così battezzato nel 1977 dal Comitato britannico per i toponimi antartici in onore di Andrew John Turner, un costruttore del BAS di stanza alla Stazione Halley nel periodo 1973-74, sull'isola Signy nel 1974-75, alla Stazione Rothera nel 1976-77 e nel 1978-80, e alla Stazione Faraday nel 1982-83.